# Ligne de Vichy à Cusset
La ligne de Vichy à Cusset est une ligne ferroviaire française à écartement standard et à voie unique non électrifiée de la région Auvergne-Rhône-Alpes, dans le sud-est du département français de l'Allier. Longue de 4 km, elle ne traverse que les deux communes voisines de Vichy et Cusset. Elle est aujourd'hui uniquement utilisée pour la desserte sur la commune de Cusset de la carrière de pierres de Malavaux et d'un dépôt de carburant.
Elle constitue la ligne no 786 000 du réseau ferré national.

## Historique
La ligne à voie normale de Vichy à Cusset est concédée à titre d'intérêt général, à la Compagnie des chemins de fer de Paris à Lyon et à la Méditerranée (PLM), par la loi du 26 juin 1907, compagnie qui exploite déjà la ligne entre Vichy et Paris.
La PLM construit alors la ligne à l'écartement standard entre Vichy et Cusset mais pour des raisons commerciales, elle afferme l'exploitation voyageurs de la ligne à la Société des Chemins de fer du Centre (CFC), ne gardant que l'exploitation du fret.
La CFC, créée en 1910, assure depuis cette même année l'exploitation de la ligne en voie métrique de Cusset à Lavoine (connue localement sous le nom du Tacot de la Montagne bourbonnaise) et des extensions progressives vers le département de la Loire (son actionnaire principal, M. Lapeyre, possède et exploite également le tramway de Vichy à Cusset).
Une voie métrique est donc imbriquée dans la voie standard de la PLM entre Vichy et Cusset pour permettre à la ligne de la CFC de desservir la station thermale. Mais cette imbrication s'arrête 600 mètres avant la gare PLM de Vichy (l'actuelle gare de Vichy), dans une gare provisoire appelé Vichy-Local ou embarcadère des CFC.  
Cette ligne à voie normale, comprenant une voie métrique imbriquée (soit 4 files de rails) est mise en service le 25 juin 1912 par la Société des Chemins de fer du Centre (CFC). La PLM assure un service de fret en voie standard sur la ligne.
Il faudra attendre 1930 et des travaux d'agrandissement de la gare principale de Vichy, propriété de la PLM, pour que la voie métrique soit prolongée jusqu'à celle-ci,. 
L'exploitation de la ligne de Vichy à Lavoine sera arrêtée en 1949 et plus aucun service voyageurs n'est alors assuré sur la ligne entre Vichy et Cusset,. 
La voie Cusset-Lavoine est déclassée en 1950 et les voies métriques de la ligne entre Cusset et Vichy et entre Cusset et Lavoine sont déposées. Seuls les 3 km de voie métrique entre la gare de Cusset et l'embranchement jusqu'à la carrière de Malavaux sont maintenus avant d'être convertis à l'écartement normal en 1963 pour éviter le transbordement des pierres de la carrière en gare de Cusset. 
Depuis, la ligne de Vichy à Cusset sert uniquement à l'exploitation de la carrière et pour approvisionner un dépôt de carburant sur la commune de Cusset.

## Tracé
Partant de la gare de Vichy, la voie remonte vers le nord, parallèlement à la ligne de Saint-Germain-des Fossés (actuelle ligne Paris – Clermont) dont elle se sépare, environ 600 mètres après la gare, peu avant le franchissement du Sichon, que les deux lignes passent sur deux ponts distincts. 
Elle prend alors une direction est-nord-est, traversant par une grande courbe le quartier des Graves à Vichy et longeant le nord de la zone d'activités des Graves à Cusset avant de prendre une direction est-sud-est pour atteindre la gare de Cusset, située au nord de la ville.  
Après le pont sur le Sichon (qui franchit également une petite rue), quatre voies routières sont franchies à niveau, seule une autre voie juste avant la gare de Cusset, la route départementale D2209, à cet endroit dénommée rue de Paris, est franchie par un petit pont ferroviaire.